# 마리 뒤바
마리 뒤바(Marie Dubas, 1894년 9월 3일 ~ 1972년 2월 21일)는 프랑스의 뮤직홀 가수, 여자 화술가, 코미디언이다.
제1차 및 제2차세계대전 동안에 활약한 샹투즈 팡테지스트이다. 파리의 15구(區)에서 태어나, 16세 때 여배우가 되어 무대에 올랐다. 1918년에 가수로서 데뷔하여 오랑피아 극장에서 부른 노래가 성공하였다. 1932년에는 '카지노 드 파리'의 레뷰로 <그리운 레스트랑>을 불러 히트를 하였으며, 제2차세계대전 후에는 일선에서 물러났다.

## 사망
마리 뒤바는 1958년 은퇴했다. 1972년 파리에서 사망했으며 페르 라셰즈 묘지에 안치되었다. 오늘날 상당히 잊혀진 인물이다.